# 휴면계좌
휴면계좌(休眠計座, dormant account)는 저축 후 일정기간 동안 거래가 없는 예금을 말한다.
대한민국에서는 예금잔액 기준으로 1만원 미만은 1년 이상 입출이 없으면 휴면예금 계좌로 분류되어 거래가 중지된다. 1 - 5만원 미만은 2년 이상, 5만원 이상은 3년 이상을 기준으로 한다. 은행은 이들 계좌에서 5년간 거래가 없으면 은행의 잡수익으로 처리하며 원칙상 은행의 환급의무도 없어진다.